# 马有福
马有福（？—），中华人民共和国企业家，青海雪舟三绒集团董事长。2018年被评为改革开放40年百名杰出民营企业家。